# Tegosa flavida
Tegosa flavida är en fjärilsart som beskrevs av William Chapman Hewitson 1868. Tegosa flavida ingår i släktet Tegosa och familjen praktfjärilar. Inga underarter finns listade i Catalogue of Life.

## Bildgalleri

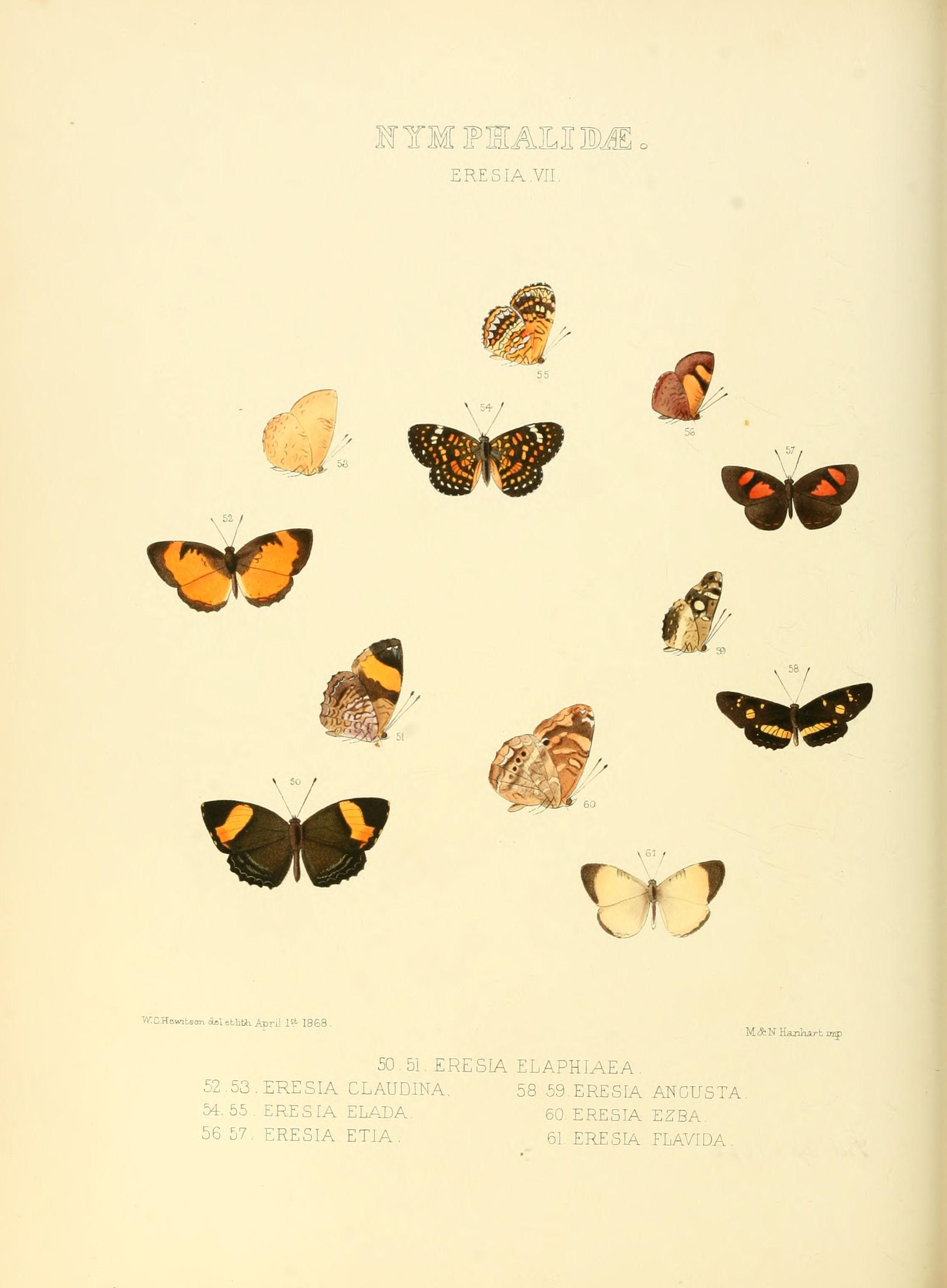